# Милош Гордич
Милош Гордич (серб. Miloš Gordić / Милош Гордић, нар. 5 березня 2000, Белград) — сербський футболіст, воротар «Црвени Звезди», що грає на правах оренди за кіпрський АЕК (Ларнака) та національної збірної Сербії.

## Клубна кар'єра
Народився 5 березня 2000 року в місті Белград. Вихованець футбольної школи клубу «Црвена Звезда» і у сезоні 2018/19 захищав кольори команди до 19 років у всіх шести матчах Юнацької ліги УЄФА, в поєдинках проти «Ліверпуля», «Наполі» та «Парі Сен-Жермена», після чого підписав з рідним клубом перший контракт.
У 2019 році виступав на правах оренди у чемпіонаті Белграду за клуб «Полет» (Дорчол), а на початку 2020 року для отримання ігрової практики був відданий в оренду в «Мачву», де дебютував на найвищому рівні у матчі Суперліги проти «Радничок» (1:3). Загалом за півтора роки взяв участь у 34 матчах чемпіонату і у сезоні 2020/21 був основним голкіпером команди.
Влітку 2021 року повернувся до «Црвени Звезди», де став дублером Мілана Боряна, тому у сезоні 2021/22 зіграв лише три гри за першу команду, ставши чемпіоном країни, після чого знову був відданий в оренду, на цей раз у кіпрський клуб АЕК (Ларнака).

## Виступи за збірні
9 грудня 2014 року дебютував у складі юнацької збірної Сербії (U-15) в товариській грі проти Чорногорії (2:0) і надалі виступав за усі вікові збірні. З командою до 17 років у 2017 році був учасником юнацького чемпіонату Європи в Хорватії, де зіграв в усіх трьох іграх, але його команда посіла останнє місце у групі. Загалом на юнацькому рівні взяв участь у 32 іграх. Ще 12 ігор Гордич провів за молодіжну команду.
29 січня 2021 року дебютував в офіційних іграх у складі національної збірної Сербії в товариському матчі проти Панами (0:0), вийшовши на заміну на 84 хвилині замість Александара Поповича.
| Дата      | Місто  | Господарі | Результат | Гості  | Турнір           | Голи | Примітки |
| --------- | ------ | --------- | --------- | ------ | ---------------- | ---- | -------- |
| 29-1-2021 | Панама | Панама    | 0 – 0     | Сербія | товариський матч | -    | 84'      |
| Усього    |        | Матчів    | 1         |        | Голів            | 0    |          |

## Титули і досягнення
- Чемпіон Сербії (1):

«Црвена Звезда»: 2021-22
- Володар Кубка Сербії (1):

«Црвена Звезда»: 2021-22